# Cubanate
A Cubanate angol indusztriális/techno zenekar. 1992-ben alakult Londonban. Lemezeiket a Dynamica, TVT Records, Wax Trax!, Armalyte Industries kiadók jelentetik meg. Zenéjükben a két műfaj egyesül.

## Tagok
- Marc Heal
- Phil Barry.

## Korábbi tagok
- Vince McAley
- Julian Beeston
- Graham Rayner
- Steve Etheridge
- Roddy Stone

## Diszkográfia
- Antimatter (1993)
- Metal (EP, 1994)
- Cyberia (1994)
- Barbarossa (1996)
- Interference (1998)
- Search Engine (2000)
- Brutalism (2017)
- Kolossus (2019)

## Kislemezek
- Body Burn (1993)
- Oxyacetylene (1994)
- Joy! (1996)
- We Are Crowd (2011)